# 見前館
見前館（みるまえだて）は、岩手県盛岡市西見前8地割館にあった日本の城。別称は見前城、見舞館。

## 概要
東を北上川が南流する沖積平野内にあり、平坦だが周囲の沖積低地より1 - 2メートル高くなっている低位段丘上に、東西150メートル・南北250メートルの規模で館跡が所在した。付近に堀田、大館、大手先、搦手などの地名が残っているが、現在、畑や水田になっていて館の地表上での遺構は全く見られない。
1998年（平成10年）5月に個人住宅建築に伴い行われた発掘調査では、地表下40センチメートルまで掘り下げた遺構検出面から中世の掘立柱建物跡5棟と井戸2基、溝1条が検出され、16世紀 - 17世紀初頭の唐津焼皿が1点出土した。

## 沿革
陸奥国志和郡西見前村に所在し、古くは見舞とかいて「みるまえ」と訓んだという（『都南村史』）。
築城時期は不明であるが、郡主・斯波氏の家臣・見前氏の本拠地で、元亀・天正にはたびたび南部勢と戦火を交え、斯波氏の前線基地であったと伝えられている。天正16年（1588年）、斯波氏滅亡のころには、南部方の日戸氏が見前の館主となっている。
天正20年（1592年）の諸城破却書上には「見舞 平城 破 信直抱 代官 日戸中務」とあり、破却された。

## 参考資料
- 「角川日本地名大辞典」編纂委員会『角川日本地名大辞典 3 岩手県』角川書店、1985年3月8日。ISBN 4-04-001030-2。
- （有）平凡社地方資料センター『日本歴史地名大系 第3巻 岩手県の地名』平凡社、1990年7月13日。ISBN 4-582-91022-X。
- 児玉幸多、坪井清足『日本城郭大系 第2巻 青森・岩手・秋田』新人物往来社、1980年7月15日。
- 盛岡市教育委員会 1999「見前館遺跡」『盛岡遺跡群 平成10年度発掘調査概報』盛岡市教育委員会 pp.59-73